# Csengersima
Csengersima ist eine ungarische Gemeinde im Kreis Csenger im Komitat Szabolcs-Szatmár-Bereg.  Zur Gemeinde gehört der Ortsteil Nagygéc. Knapp sieben Prozent der Bewohner gehören zur Volksgruppe der Rumänen.

## Geografische Lage
Csengersima liegt fünf Kilometer nordöstlich der Kreisstadt Csenger, zwei Kilometer westlich der Grenze zu Rumänien, an dem Kanal Övcsatorna. Nachbargemeinden sind Komlódtótfalu, Szamosbecs und Csegöld. Jenseits der Grenze liegt der rumänische Ort Petea.

## Geschichte
Im Jahr 1913 gab es in der damaligen Kleingemeinde 85 Häuser und 501 Einwohner auf einer Fläche von 1437 Katastraljochen. Sie gehörte zu dieser Zeit zum Bezirk Csenger im Komitat Szatmár.

## Sehenswürdigkeiten
- Griechisch-katholische und römisch-katholische Kirche Szent Rita
- Hochwasser-Gedächtnispark (Árvizi emlékpark) im Ortsteil Nagygéc in Erinnerung an das Hochwasser im Jahr 1970
- Hölzerner Glockenturm (Fa harangláb)
- Reformierte Kirche, ursprünglich aus dem 13. Jahrhundert, 1729 umgebaut
  - Die Bemalung der hölzernen Kirchendecke wurde 1761 fertiggestellt
- Ehemalige reformierte Kirche im Ortsteil Nagygéc, ursprünglich aus dem 13. Jahrhundert
- Weltkriegsdenkmal (I. és II. világháborús emlékmű) im Ortsteil Nagygéc

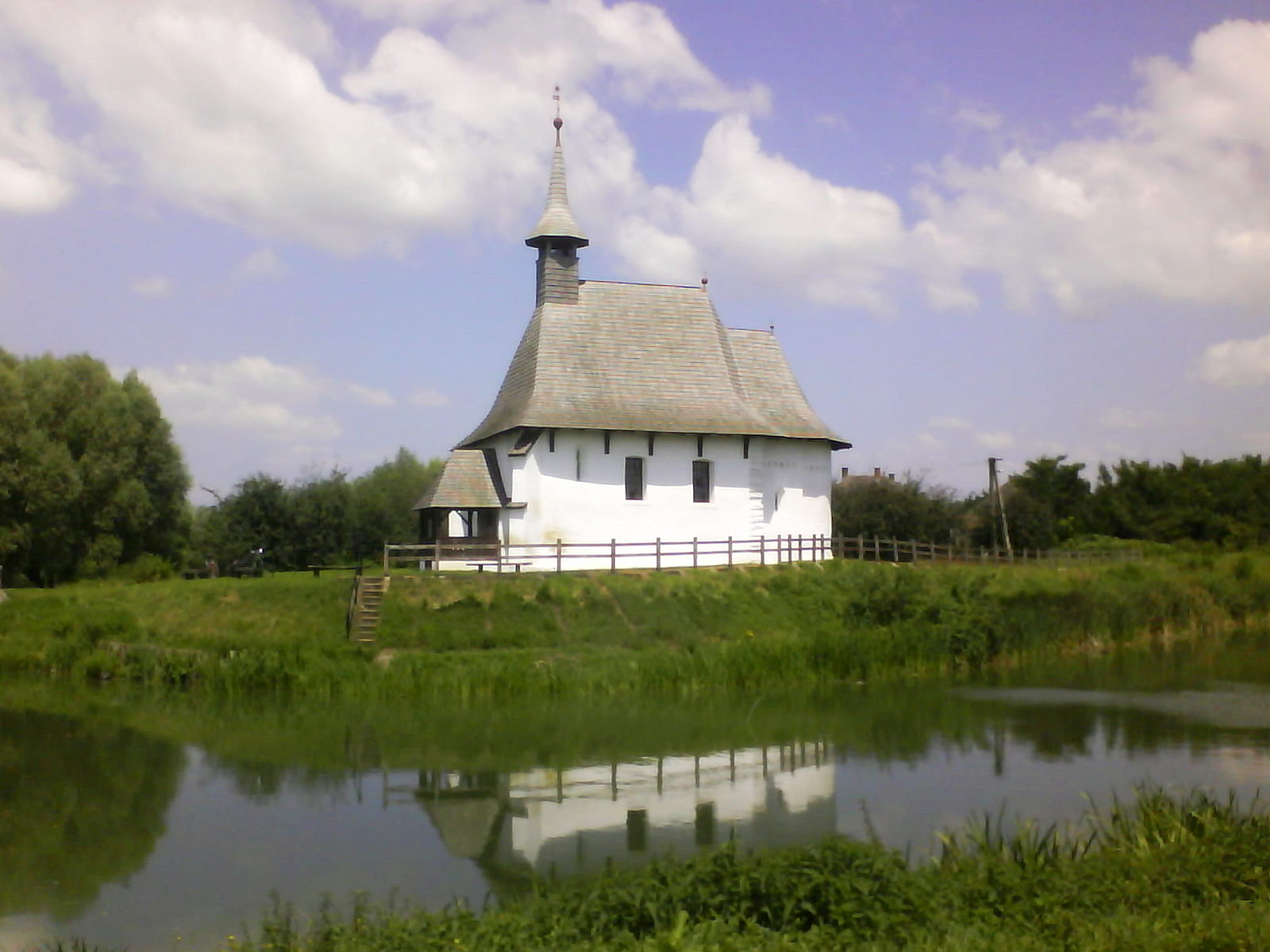
Reformierte Kirche in Csengersima
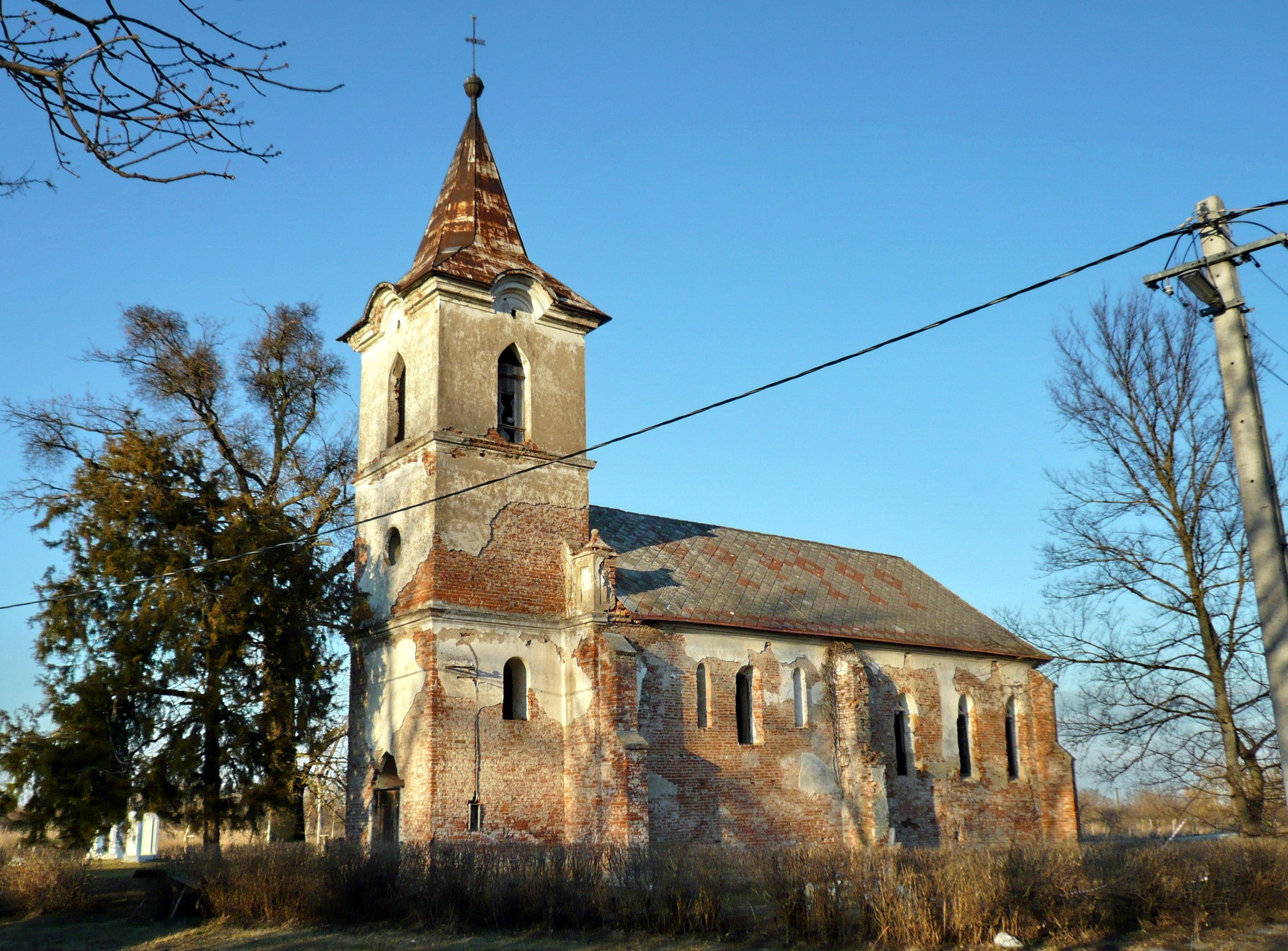
Ehemalige reformierte Kirche in Nagygéc
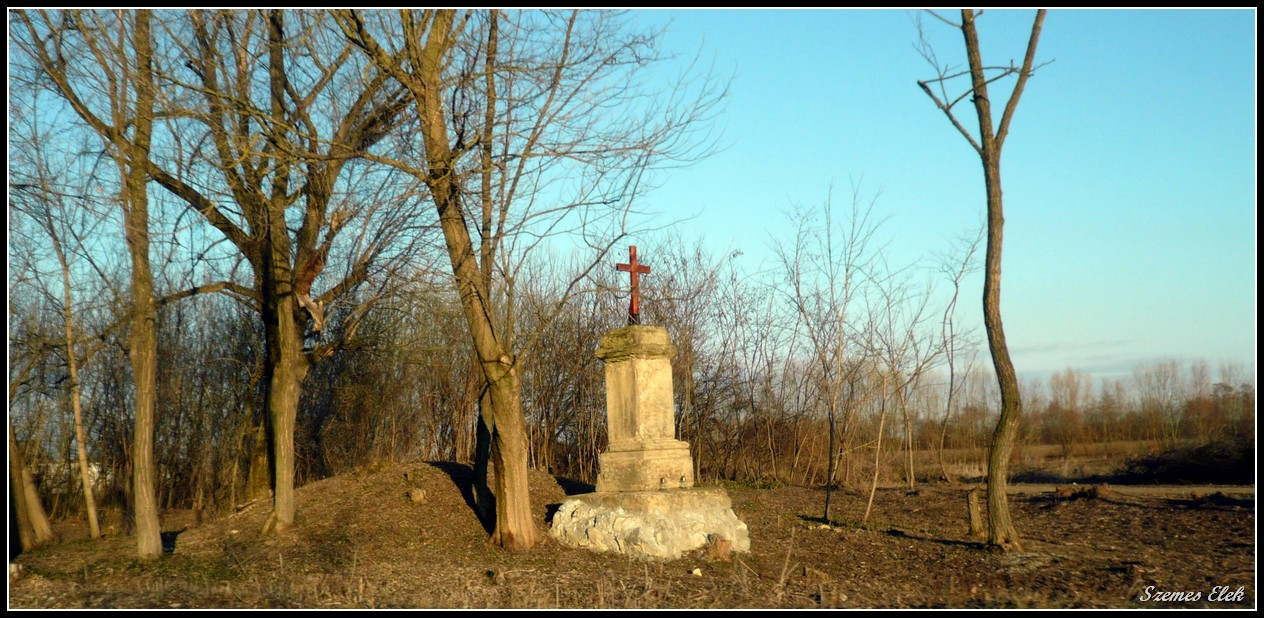
Kreuz in Nagygéc
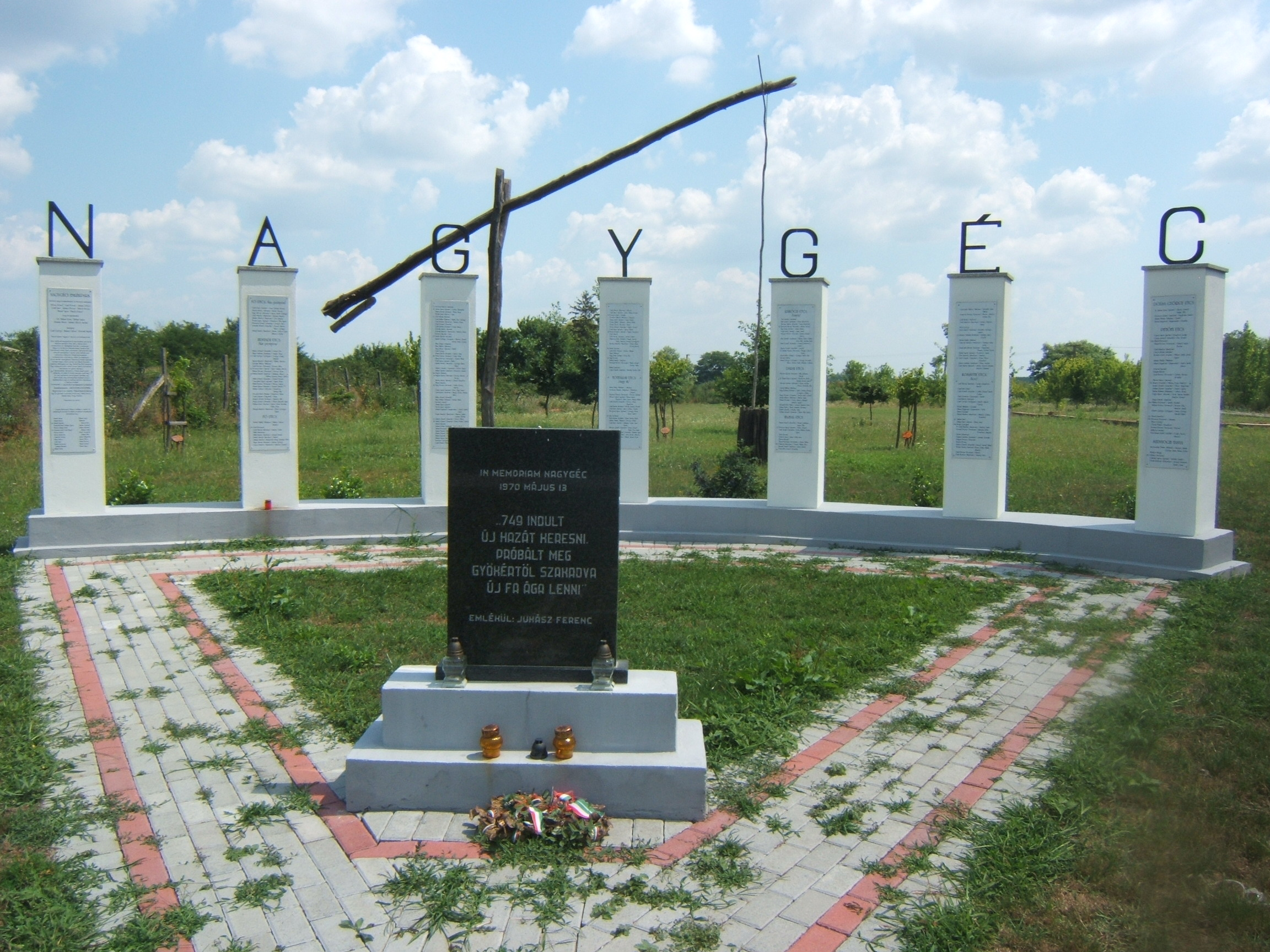
Gedächtnispark in Nagygéc

## Verkehr
Von der Gemeinde Csegöld kommend verläuft die Nebenstraße Nr. 4127 durch Csengersima und trifft am südöstlichen Rand des Ortes auf die Hauptstraße Nr. 49, die zur rumänischen Grenze führt. Der nächstgelegene Bahnhof befindet sich ungefähr sieben Kilometer südwestlich in der Stadt Csenger.